# Cidade Universitária (metropolitana di Lisbona)
Cidade Universitária è una stazione della linea Gialla della metropolitana di Lisbona.
La stazione è stata inaugurata nel 1988.

## Interscambi
Nelle vicinanze della stazione effettuano fermata alcune linee automobilistiche urbane e interurbane, gestite da Carris e da Transportes Sul do Tejo
- Fermata autobus